# Psychotria rhytidocarpa
Psychotria rhytidocarpa är en måreväxtart som beskrevs av Johannes Müller Argoviensis. Psychotria rhytidocarpa ingår i släktet Psychotria och familjen måreväxter. Inga underarter finns listade i Catalogue of Life.